# Beaulieu (Ardèche)
Beaulieu é uma comuna francesa na região administrativa de Auvérnia-Ródano-Alpes, no departamento de Ardèche. Estende-se por uma área de 25,47 km². Em 2010 a comuna tinha 517 habitantes (densidade: 20,3 hab./km²).